# Anna Jurkun
Anna Jurkun, née le 23 octobre 1979 à Varsovie, est une joueuse professionnelle de squash représentant la Pologne. Elle atteint en janvier 2014 la 127e place mondiale sur le circuit international, son meilleur classement. Elle est championne de Pologne en 2008 et 2009.

## Palmarès

### Titres
- Championnats de Pologne : 2 titres (2008,2009)